# Mönchenholzhausen
Mönchenholzhausen ist ein Ortsteil der Landgemeinde Grammetal im Westen des Landkreises Weimarer Land.

## Geografie
Mönchenholzhausen liegt zwischen Weimar und Erfurt an der Bundesstraße 7. Südlich tangiert in unmittelbarer Nähe die Bundesautobahn 4 die Fluren der Nachbargemeinden. Das Ortsgebiet erstreckt sich aus der Nordabdachung der Ilmplatte von der Wasserscheide Ilm/Gramme zum Thüringer Becken hin.

## Geschichte

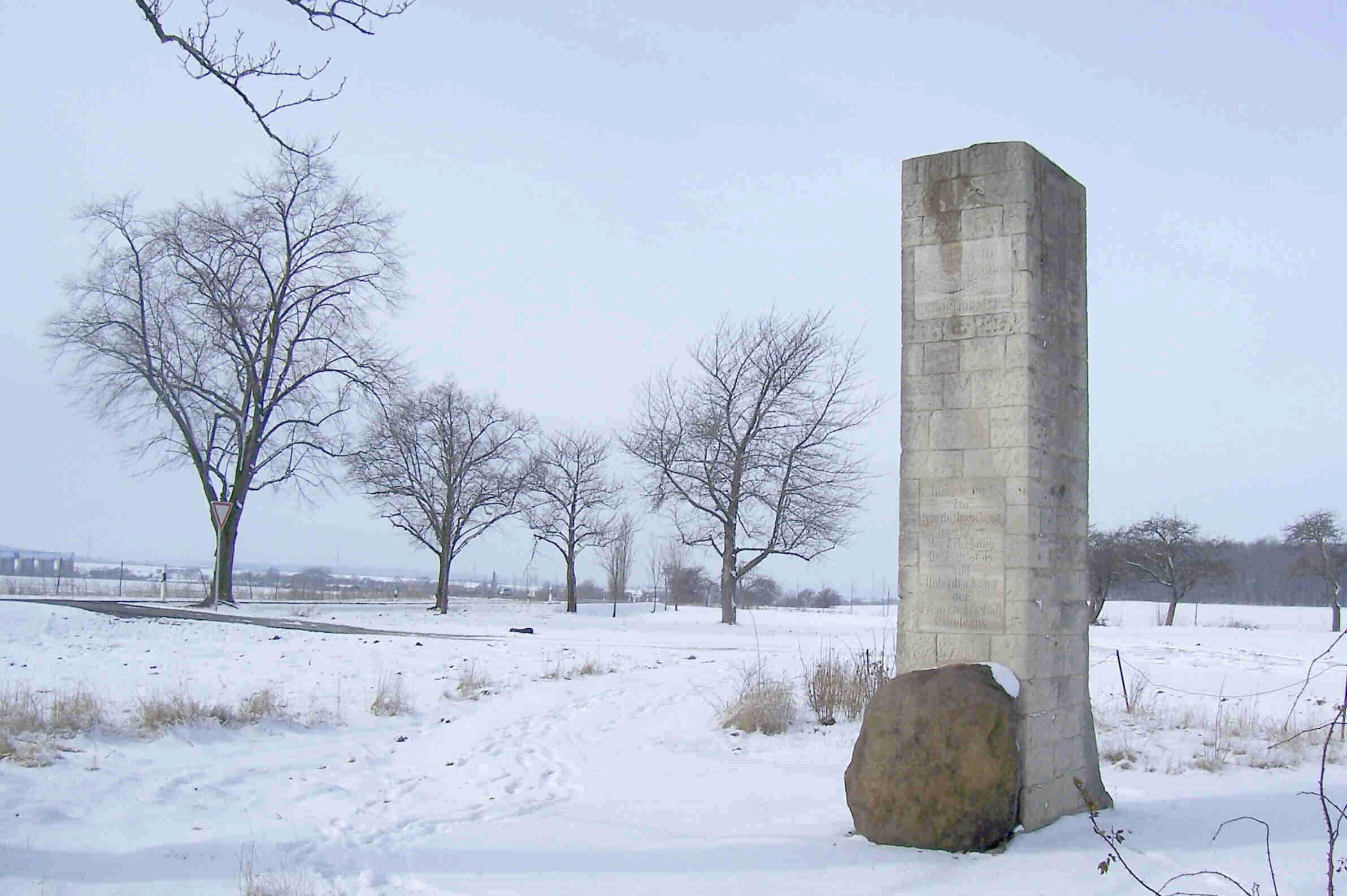
Monument an der B7 auf halbem Weg zu Utzberg: Am 16. Oktober 1808 nach dem Erfurter Fürstenkongress verabschiedeten sich Napoleon I. und Zar Alexander I. an dieser Stelle

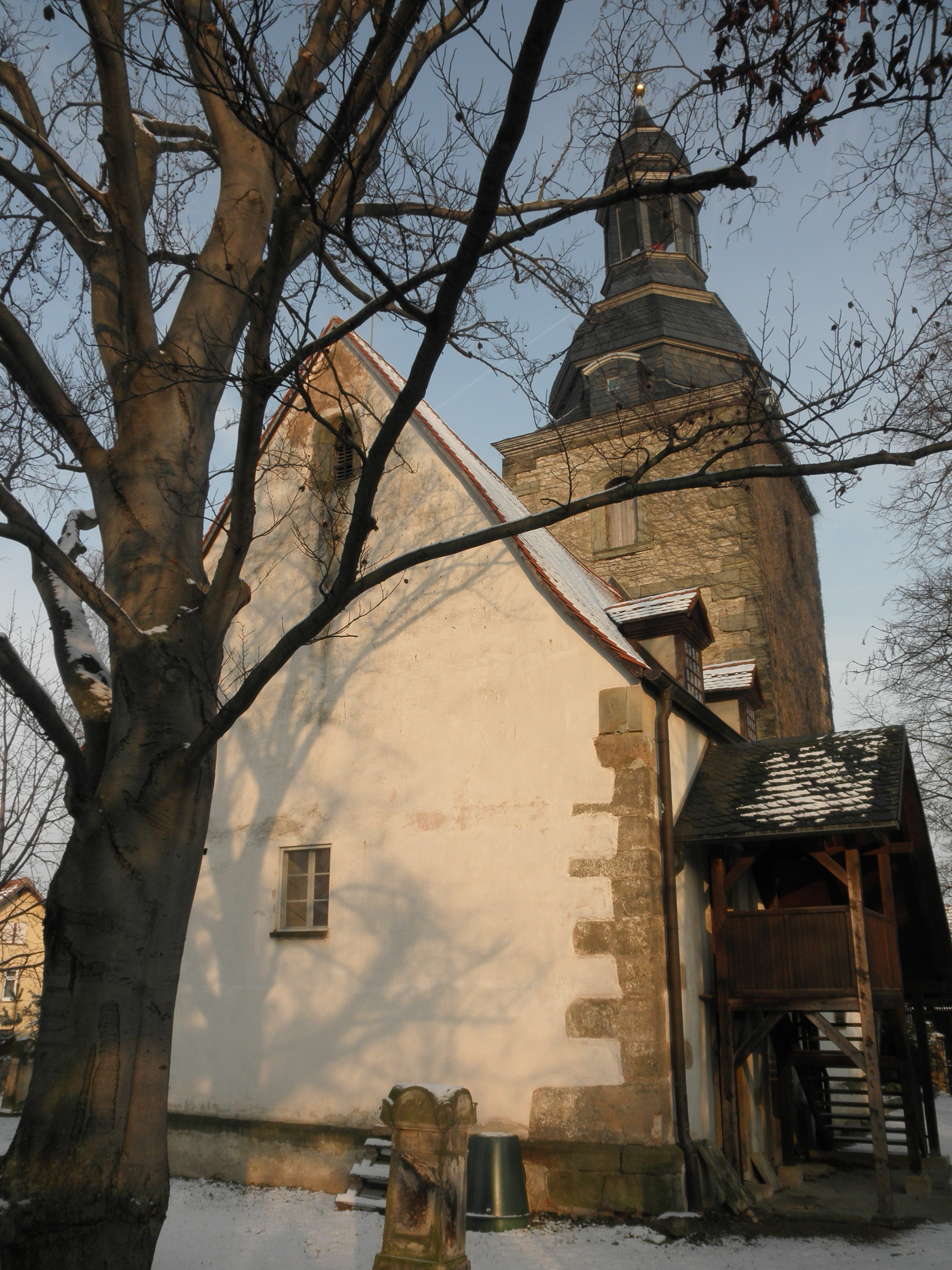
Kirche St. Peter und Paul

Mönchenholzhausen wurde 876 erstmals urkundlich erwähnt. 1343 hieß es Moncheholizhausen.
Im Mittelalter gehörten die Dörfer (ohne Eichelborn und Hayn) zur Grafschaft Vieselbach, welche ab 1343 Teil des Gebiets der
Stadt Erfurt war. 1802 kam Mönchenholzhausen mit dem Erfurter Gebiet zu Preußen und zwischen 1807 und 1813 zum französischen Fürstentum Erfurt. Mit dem Wiener Kongress kam der Ort 1815 mit dem Amt Azmannsdorf zum Großherzogtum Sachsen-Weimar-Eisenach (Amt Vieselbach), zu dessen Verwaltungsbezirk Weimar er ab 1850 gehörte.
Am 20. Juli 1816, aus Weimar kommend und unterwegs nach Würzburg, Wiesbaden und Stuttgart, verunglückte „kurz vor Münchenholzen“ der Wagen von Johann Wolfgang von Goethe. Sein Begleiter Hofrat Meyer erlitt eine klaffende Wunde an der Stirn und beide mussten nach Weimar zurückkehren. Wegen dieser Verzögerung wurde die Reise in den Süden abgesagt und Goethe machte stattdessen eine mehrwöchige Kur in Bad Tennstedt.
Mönchenholzhausen wurde im Jahr 1974 durch Eingemeindungen um die Nachbarorte Eichelborn, Hayn, Obernissa und Sohnstedt erweitert. Ab dem 7. Mai 1976 wurde Mönchenholzhausen Teil des Gemeindeverbandes Vieselbach. Nach der Auflösung des Landkreises Erfurt am 1. Juli 1994 gehörte die Gemeinde fortan zum Kreis Weimarer Land und war seit dem 4. November 1994 Teil der Verwaltungsgemeinschaft Grammetal.
Zum 31. Dezember 2019 wurden durch Auflösung der Verwaltungsgemeinschaft sämtliche Ortsteile der bisher selbständigen Gemeinde nunmehr Ortschaften der neugegründeten Landgemeinde Grammetal. Dem vorausgegangen war ein Bürgerentscheid im September 2018, bei welchem sich rund 3/4 der Einwohner des Ortsteils gegen eine Eingemeindung in die Landeshauptstadt Erfurt und somit für die Bildung einer Landgemeinde aussprachen.

## Politik

### Ehemaliger Bürgermeister
Letzter Bürgermeister der eigenständigen Gemeinde Mönchenholzhausen war Henrik Slobodda, der am 24. März 2019 gewählt wurde. Dieser fungiert seit der Auflösung der Gemeinde am 31. Dezember 2019 als Ortschaftsbürgermeister.

### Ehemaliger Gemeinderat
Der Gemeinderat in Mönchenholzhausen bestand aus zwölf Ratsmitgliedern, die bei der Kommunalwahl am 26. Mai 2019 in einer Verhältniswahl gewählt wurden, und dem ehrenamtlichen Bürgermeister als Vorsitzender.
Die Sitzverteilung der letzten beiden Gemeinderatswahlen:
| Wahl | FF Hayn | FWG | Freie Wähler Grammetal | Freie Wähler OES | Gesamt   |
| ---- | ------- | --- | ---------------------- | ---------------- | -------- |
| 2014 | 1       | 11  | —                      | —                | 12 Sitze |
| 2019 | 1       | —   | 7                      | 4                | 12 Sitze |

## Wirtschaft
Die Techniker Krankenkasse betreibt seit 1992 ein Bildungszentrum in Hayn.
Seit 1992 betreibt Möbel Rieger ein Verkaufshaus in div. Ausbaustufen.

## Sehenswürdigkeiten

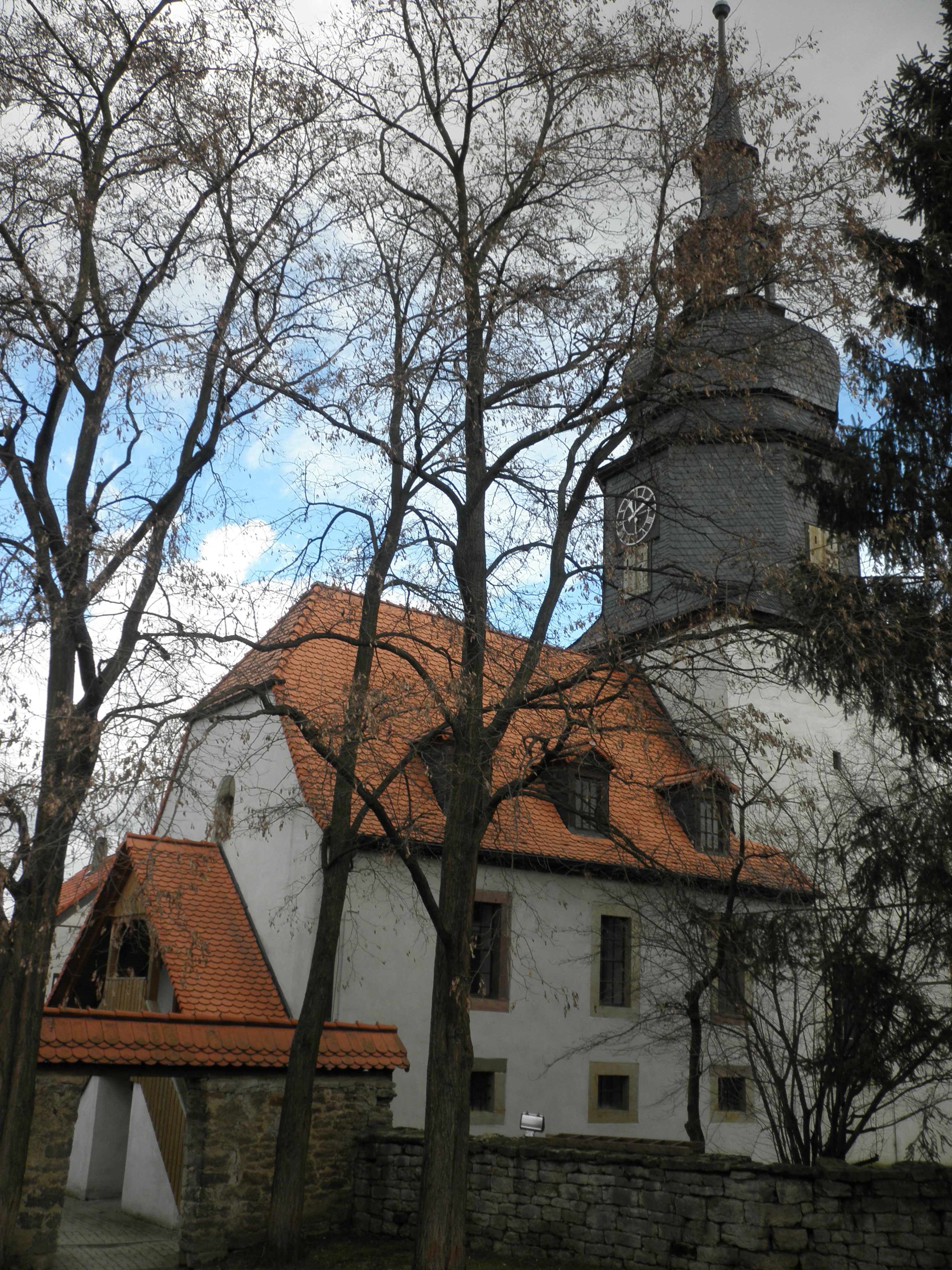
Kirche im Ortsteil Sohnstedt

### Sakralbauten der früheren Gemeinde Mönchenholzhausen
- Kirche St. Peter und Paul in Mönchenholzhausen
- Kirche St. Trinitatis im Ortsteil Sohnstedt
- Kirche Simon Petrus im Ortsteil Obernissa
- Kirche St. Martin im Ortsteil Hayn
- Turm der Kirche St. Marien im Ortsteil Eichelborn

## Söhne und Töchter von Mönchenholzhausen
- Karl Eduard Goepfart (1859–1942), Musiker und Komponist
- Ernst Otto Goepfart (1864–1911), Musiker, Komponist, Stadtkantor zu Weimar
- Franz Emil Goepfart (1866–1926), Maler, Direktor der Weimarer Malerschule
- Gustav Kirchner (1890–1966), Anglist
- Hilde Purwin (1919–2010), Journalistin

## Brauchtum
In Mönchenholzhausen wird immer drei Tage nach der Sommersonnenwende, am Johannistag, ein „Grasekönig“ durch den Ort geführt und dann in den Vieselbach gestürzt.